# Kafr Latah
Kafr Latah (tiếng Ả Rập: كفرلاته, cũng đánh vần là Kafar Latha hoặc Kfarlatha) là một ngôi làng ở miền bắc Syria, một phần hành chính của Tỉnh Idlib, nằm ở phía nam của Idlib. Nó nằm ở rìa phía nam của một thung lũng hẹp. Các địa phương gần đó bao gồm Ariha ngay phía tây bắc, Maar Bilit ở phía đông bắc, Sarjah và Shinan ở phía nam, al-Rami ở phía tây nam và Urum al-Jawz ở phía tây. Theo Cục Thống kê Trung ương Syria, Kafr Latah có dân số 4.231 người trong cuộc điều tra dân số năm 2004. Người dân chủ yếu làm nông nghiệp và xây nhà trong làng bằng bê tông. Trước khi Nội chiến Syria đang diễn ra, Kafr Latah đã trải qua một biện pháp thịnh vượng.

## Lịch sử
Năm 1110, hoàng tử Thập tự chinh Tancred of Galilee đã chinh phục Kafr Latah từ Assassin (còn được gọi là Ismailis.)  Trong thập niên 1220, trong quy tắc Ayyubid, nhà địa lý Syria Yaqut al-Hamawi mô tả Kafr Latah là "một thị trấn với một nhà thờ Hồi giáo thứ sáu trên sườn Jabal Amilah, trong [Aleppo] Quận Halab và khoảng cách của một ngày từ cuối cùng này thành phố. Nó có vườn và nước chảy." Ông cũng lưu ý rằng cư dân của nó là Ismailis.
Vào đầu thế kỷ 19, Kafr Latah đã được du khách người Thụy Sĩ Johann Ludwig Burckhardt đến thăm. Ông lưu ý rằng ngôi làng bao gồm 40-50 ngôi nhà được xây dựng bằng những tảng đá hình vuông được thu thập từ những tàn tích cũ nằm trong khu vực. Ngôi làng thuộc về gia đình nổi tiếng dựa trên Aleppo của Ibn Ziaf. Khu vực đá ngay lập tức xung quanh Kafr Latah chứa đựng "thông báo xứng đáng, với số lượng lớn quan tài đá và ngăn cách." Phần đất canh tác còn lại được người dân sử dụng để trồng lúa mạch, ngô và cây ăn quả.
Vào đầu thế kỷ 20, Kafr Latah được chú ý vì được bao quanh bởi nhiều khu chôn cất ở phía đông và phía tây của ngôi làng và các đặc điểm khảo cổ khác. Trong số những địa điểm này có một tượng đài hình vòm được hỗ trợ bởi bốn cột nằm trong một thung lũng phía bắc làng. Tượng đài được xây dựng trong một mùa xuân.

### Nội chiến Syria
Vào ngày 15 tháng 5 năm 2013, Quân đội Syria đã bắn phá Kafr Latah bằng pháo. Theo Associated Press, kể từ tháng 10 năm 2013, Kafr Latah liên tục bị đạn pháo của Quân đội Syria bắn phá, vì đây là một thị trấn tiền tuyến được sử dụng bởi các chiến binh nổi dậy làm căn cứ mà họ đi đến tiền tuyến gần đó để bắn vào các binh sĩ chính phủ bằng súng trường AK- 47 dọc theo một đường cao tốc quan trọng. Ngoại trừ một số ít phiến quân đối lập và gia đình của họ, thị trấn phần lớn bị bỏ hoang. Khoảng hai tuần trước chuyến thăm của AP đến thị trấn, ước tính 10.000 người đang sống ở Kafr Latah, nhưng hầu như tất cả đã rời khỏi thị trấn và hiện đang là người tị nạn.
Vào ngày 1 tháng 6 năm 2015, Không quân Syria đã nhắm vào lực lượng phiến quân trong thị trấn bằng các cuộc không kích. Vào ngày 16 tháng 6 năm 2016, cuộc không kích đã làm hư hại nhà ở trong thị trấn. Vào ngày 1 tháng 4 năm 2018, một máy bay của Không quân Syria đã bắn một tên lửa làm hư hại một tòa nhà trong thị trấn.